# 切利奇
切利奇是波斯尼亚和黑塞哥维那实体之一波黑联邦圖茲拉州的市镇。市镇面积为140平方公里，2013年人口数量为10,502人。
切利奇在波士尼亞戰爭之前是洛帕雷市镇的一部分。战后由波斯尼亚和黑塞哥维那共和国军控制的地区设为切利奇市镇。

## 人口
市镇内的民族结构：
| 市镇   | 民族  | 民族  | 民族 | 民族 | 民族 | 民族 | 总计   |
| 市镇   | 波族  | %     | 克族 | %    | 塞族 | %    | 总计   |
| ------ | ----- | ----- | ---- | ---- | ---- | ---- | ------ |
| 切利奇 | 9,341 | 88.94 | 843  | 8.02 | 192  | 1.82 | 10,502 |